# Adrien Bruhl
Adrien Bruhl (* 15. September 1902 in Chatou; † 26. April 1973 in Lyon) war ein französischer Althistoriker und Provinzialrömischer Archäologe.

## Leben
Adrien Bruhl entstammte einer jüdischen Familie, die ursprünglich aus Deutschland kam. Sein Großvater, der Juwelier David Bruhl (1822–1901), war in Worms geboren und wanderte 1848 nach Frankreich aus; dessen Sohn, Adriens Vater Paul Moïse Bruhl (1855–1922), arbeitete ebenfalls als Juwelier. Seine Halbschwester war die Wissenschaftshistorikerin Hélène Metzger. Bruhl studierte von 1923 bis 1926 an der École normale supérieure in Paris Geschichte und Geografie. Von 1928 bis 1930 war er Mitglied der École française de Rome, wo er reiche Anregung für seine wissenschaftlichen Studien fand. Seine ersten Publikationen befassten sich mit den hellenistischen Einflüssen auf den römischen Triumphzug. Nach einem weiteren Studienjahr an der École des hautes études hispaniques et ibériques in Madrid kehrte Bruhl nach Frankreich zurück und unterrichtete an einem Lyzeum in Carcassonne.
Der Zweite Weltkrieg unterbrach Bruhls Laufbahn: Aufgrund der Rassengesetzgebung des Vichy-Regimes wurde er 1940 entlassen und ging nach Nordafrika ins Exil. Er schloss sich der Armee unter General Alphonse Juin an und nahm 1944 als Übersetzer am Italienfeldzug teil. Er war zunächst in Neapel stationiert, später in Rom, wo er den Kontakt zur École française wiederaufnahm. 1946 wurde er zum Generalsekretär der École française ernannt. 1954 kehrte Bruhl nach Frankreich zurück, nachdem er auf den Lehrstuhl für Altertumskunde an der Universität Lyon berufen worden war. Neben seinen Aufgaben in der akademischen Lehre und Selbstverwaltung – von 1958 bis 1963 war Bruhl Dekan – überwachte er in staatlichem Auftrag die Grabungen im Bezirk Grenoble (ab 1954) und Lyon (ab 1962).

## Schriften (Auswahl)
- Liber Pater. Origine et expansion du culte dionysiaque à Rome et dans le monde romain. (= Bibliothèque des Ecoles Françaises d’Athènes et de Rome 175). De Boccard, Paris 1953